# Shizuka Hangai
Shizuka Hangai (japanisch 半谷  静香 Hangai, Shizuka; * 23. Juli 1988, in Iwaki) ist eine japanische Judoka, die ihr Land bei mehreren Paralympischen Sommerspielen vertrat.

## Leben und Karriere
Shizuka Hangai wurde mit einer Retinopathia pigmentosa geboren, durch die ihr Augenlicht kontinuierlich abnahm. Im Jahr 2019 erblindete sie ganz und nimmt folglich beim Para-Judo in der Kategorie J1 teil. Schon als Schülerin hatte sie nach der Grundschule mit Judo begonnen, motiviert durch ihren älteren Bruder, der diesen Sport ausübte. Als Studentin der Technischen Universität Tsukuba wechselte sie wegen ihrer Sehschwäche dann zum Para-Judo.
Shizuka Hangai kann auf eine lange internationale Karriere zurückblicken: Mit 24 Jahren nahm sie an den Paralympics 2012 in London teil, wo sie in der Kategorie J1 bis 52 Kilogramm auf den siebten Platz kam. Vier Jahre später, in Rio, konnte sie bei den Paralympischen Sommerspielen in der Gewichtsklasse bis 48 Kilogramm den fünften Platz erreichen. Auch in Tokio erreichte sie bei den Paralympics 2020, die wegen der COVID-19-Pandemie erst 2021 stattfanden, den fünften Platz in derselben Gewichtskategorie. Zwei Jahre später kam sie bei den Asien-Paraspielen in der Kategorie bis 48 kg auf den zweiten Platz und im selben Jahr beim Tokyo Grand Prix ebenfalls auf Platz zwei.
Sie konnte sich auch für die Paralympischen Sommerspiele 2024 in Paris qualifizieren und kam in der Champs-de-Mars Arena in der Kategorie J1 bis 48 Kilogramm bis ins Finale, wo sie sich der Ukrainerin Nataliya Nikolaychyk mit Ippon und Waza-Ari (0:11) geschlagen geben musste und somit die Silbermedaille gewann.
Shizuka Hangai wird von Yuko Isodaki trainiert und als Sportlerin von Toyota Loops unterstützt. Sie trainiert im Maizuru Judo Club in Hitachinaka.